# Раде Булатович
Раде Булатович (19 березня 1958, Беране) — сербський дипломат. Надзвичайний і Повноважний Посол Сербії в Україні.

## Біографія
Народився 19 березня 1958 року в місті Беране. У 1980 році закінчив Белградський університет, юридичний факультет. Володіє англійською та італійською мовами.
У 1980–1981 рр. — секретар Університетської конференції Белградського університету;
У 1981–1988 рр. — начальник відділення в муніципалітеті Савскі Венац міста Белград;
У 1988–1990 рр. — секретар Міністерства закордонних справ Югославії;
У 1990–1992 рр. — секретар Посольства Союзної Республіки Югославія в Римі;
У 1992–1995 рр. — секретар Міністерство закордонних справ СРЮ;
У 1995–1999 рр. — консул Генерального консульства Союзної Республіки Югославія у Стамбулі;
У 1999–2001 рр. — перший радник Міністерства закордонних справ;
У 2001–2003 рр. — радник з питань національної безпеки Кабінету Президента Союзної Республіки Югославія;
У 2004–2008 рр. — директор Агентства з безпеки та інформації Сербії;
У 2009–2012 рр. — займався адвокатською діяльністю в Белграді;
У 2012–2013 рр. — посол Міністерства закордонних справ, начальник Відділення руху неприєднання.
З 2013 року Надзвичайний і Повноважний Посол Сербії в Києві.
5 липня 2013року вручив вірчі грамоти Президенту України Віктору Януковичу.